# Jojo & Paco
Pour les articles homonymes, voir Jojo.
Jojo & Paco est une série de bande dessinée pour la jeunesse scénarisée et dessinée par Isabelle Wilsdorf, commencée en 1982 dans Toboggan, mettant en scène des animaux anthropomorphes.
Les héros et personnages éponymes sont Jojo, un chat, et Paco, un perroquet. Les histoires, composées de deux pages chacune, se concentrent sur ce duo qui fait les quatre-cents coups.

## Albums
- Delcourt, collection « Jeunesse »

1. Jojo et Paco font la java (1997. Alph-Art jeunesse 7-8 ans au festival d'Angoulême 1998)
2. Jojo et Paco mettent la gomme !, 1998.
3. Jojo et Paco cassent la baraque, 1998.
4. Jojo et Paco brouillent les pistes, 1999.
5. Jojo et Paco tracent la route, 1999.
6. Jojo et Paco ouvrent les vannes, 2000.
7. Jojo et Paco tirent au but, 2000.
8. Jojo et Paco chauffent la salle, 2001.
9. Jojo et Paco roulent leur bosse, 2001.
10. Jojo et Paco jouent la samba, 2002.
11. Jojo et Paco s'amusent au manège, 2003.
12. Jojo et Paco se régalent, 2004.